# Ramón Novarro
Ramón Novarro (Juan Ramón Gil Samaniego) est un acteur, réalisateur, scénariste et producteur de cinéma mexicain né le 6 février 1899 à Durango (Mexique), mort le 30 octobre 1968 à North Hollywood (Californie). Il fut l'un des acteurs les plus connus du cinéma muet, et fut comparé à Rudolph Valentino.

## Biographie

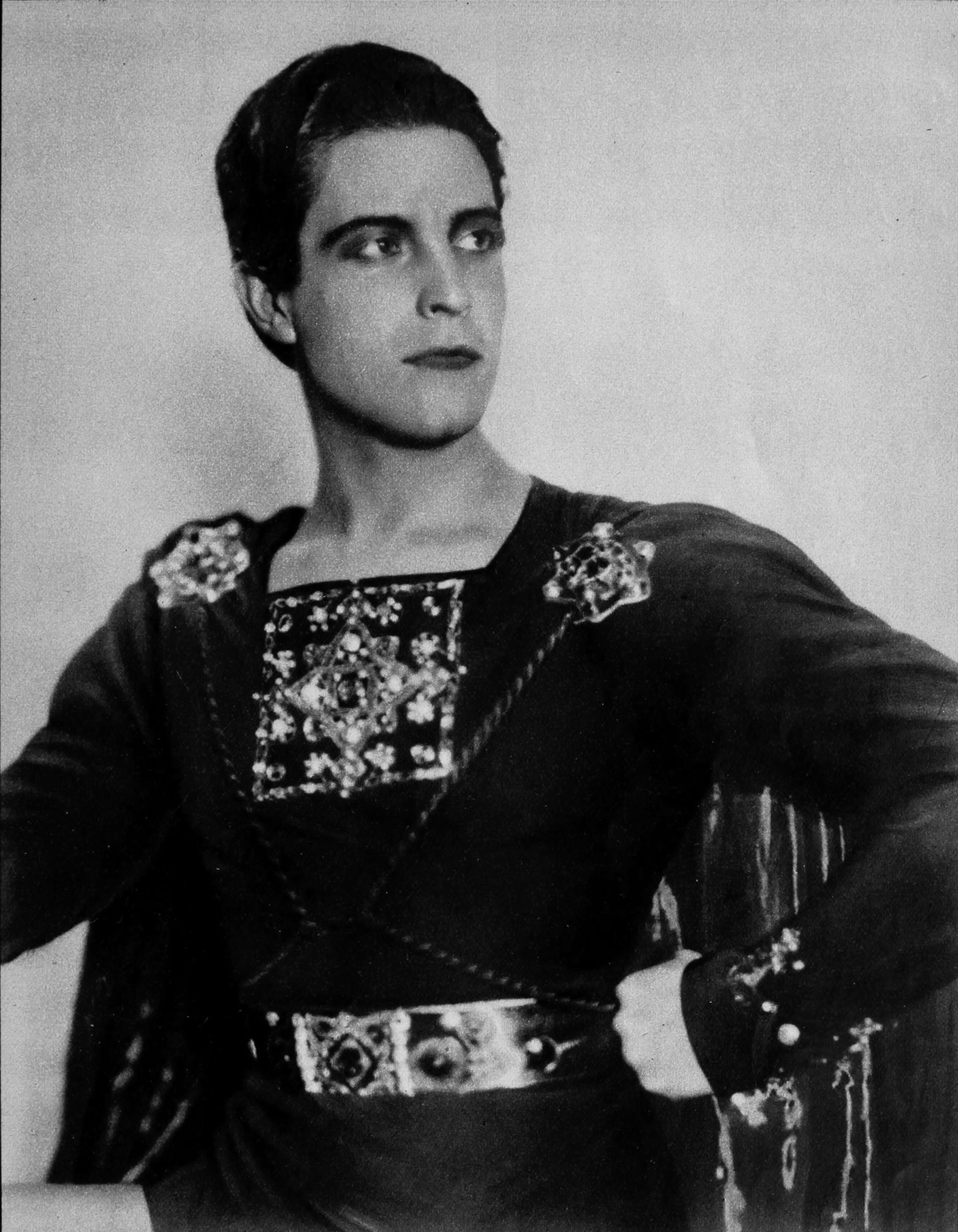
Ramón Novarro dans Ben-Hur.

Sa famille quitta le Mexique pour Los Angeles à cause de la révolution mexicaine. À 18 ans, Il travaille comme danseur avec la troupe de Marion Morgan dans les prologues de théâtre,,,.
Il entre à la MGM comme figurant, notamment dans Jeanne d'arc de Cecil B. DeMille en 1917 ou Les Quatre Cavaliers de l'Apocalypse avec Rudolph Valentino. Remarqué par Rex Ingram, il est l'interprète de plusieurs grands succès tels Scaramouche ou The Arab. Il atteint la consécration grâce à la première adaptation du roman Ben-Hur: A Tale of the Christ à l'écran, sous la direction de Fred Niblo, en 1925. Ce chef-d'œuvre d'une beauté plastique et d'une densité dramatique remarquables qui mobilisa le plus gros budget jamais consacré à un film à l'époque, lui apporte la gloire. Son physique de latin lover, quelque peu androgyne, ainsi qu'un charme juvénile et naturel, le placent en seconde position derrière Rudolph Valentino, dont il n'a pas le côté froid et distant. Il tourne ensuite sous la direction de Ernst Lubitsch un des meilleurs films muets de ce réalisateur : Le Prince étudiant (The Student Prince in Old Heidelberg).

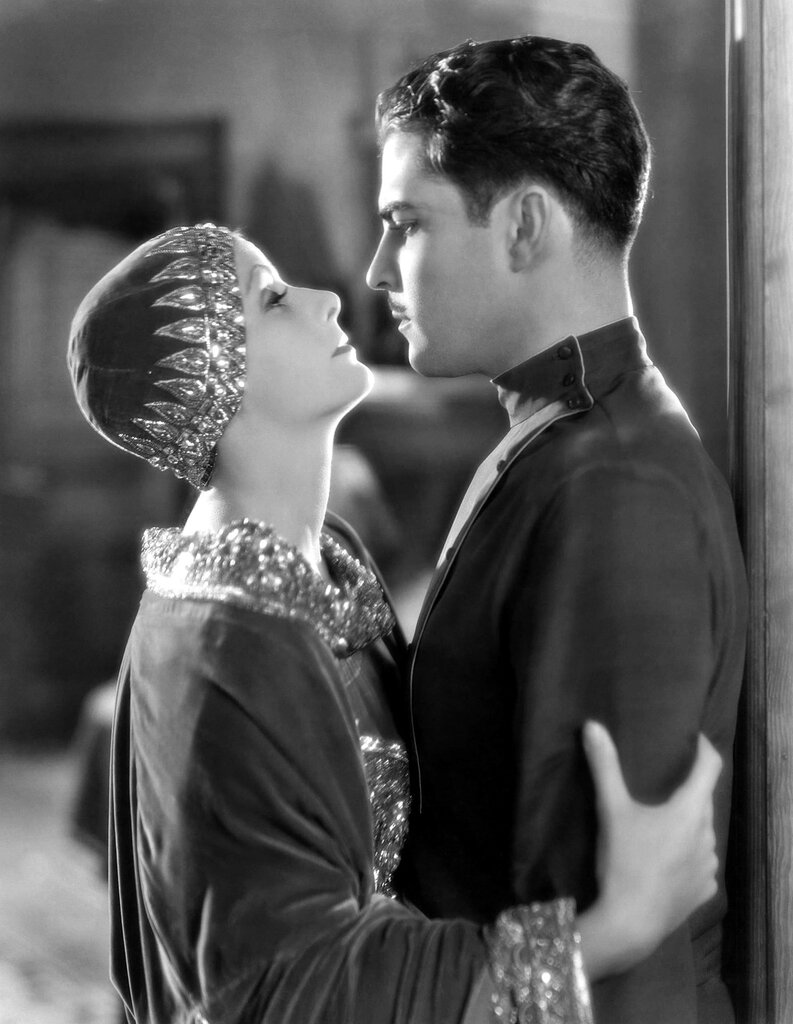
Greta Garbo et Ramon Novarro dans Mata Hari.

Sa voix passant très bien à l'avènement du parlant, et parce qu'il possède un réel talent de chanteur, il tourne son premier film sonorisé en 1929 : The Devil May Care puis en 1930 (Call of the Flesh). Ces films contiennent plusieurs chansons qui furent des succès considérables et qui n'ont rien perdu de leur charme irrésistible : The Shepherd's Serenade, Charming, Lonely ou encore The Night is Young. On peut entendre aussi des exemples de son chant, charmeur et juste dans The Pagan qui est toutefois un film à la musique pré-synchronisée et non encore réellement un parlant mais qui fut un hit : Novarro avouera longtemps après que c'est un des rares films qu'il estimait dans sa carrière : son jugement est compréhensible car cet opus na rien perdu de sa fraîcheur et de son charme ; c'est un hymne à la jeunesse et à la pureté. En 1931, il incarne le lieutenant Alexis Rosanoff aux côtés de Greta Garbo dans Mata Hari. Il tourne deux films avec le français Jacques Feyder. Au milieu des années 1930, son contrat avec la MGM n'est pas reconduit ; les latin lovers passent de mode et Novarro ne parvient pas à se maintenir en haut de l'affiche. Le succès déclinant, il part pour l'Europe. Son refus de contracter un mariage lavande proposé par la MGM pour satisfaire les conventions sociales, alors qu'il vit ouvertement son homosexualité, a sans doute aussi joué dans son retrait de la vie hollywoodienne en 1935. Il tourne en français pour Marcel L'Herbier en 1940 La Comédie du bonheur, puis revient aux États-Unis pendant la guerre.
John Huston le fait tourner toutefois encore dans Les Insurgés en 1949 et Richard Brooks dans Cas de conscience l'année suivante. Son dernier film date de 1960 : La Diablesse en collant rose avec Anthony Quinn. Il tourne aussi pour la télévision dans plusieurs séries durant les années 1950-1960 (Bonanza).
Cet acteur extrêmement doué, sincère et charismatique peut être considéré comme n'ayant pas eu la carrière qu'il méritait. Malgré une célébrité mondiale pendant une dizaine d'années, et quelques films de grande qualité, force est de constater qu'il ne fut pas distribué comme il le méritait. La machine hollywoodienne, refusant qu'il affiche son homosexualité, a préféré couper court à sa carrière. Si Fred Niblo, Lubitsch et quelques autres utilisèrent intelligemment Novarro, il méritait sans doute mieux que les films, charmants pour la plupart mais rarement de premier plan auxquels il fut confiné. Malgré tout, il est rare que sa présence laisse indifférent lorsqu'on a la chance de visionner les films auxquels il participa.
Novarro était moralement tiraillé entre sa condition d'homosexuel et sa religion catholique, bien qu'il assumât ses préférences sexuelles à travers plusieurs liaisons de longue durée et de nombreuses aventures. Il pensa à plusieurs reprises à entrer dans les ordres,.
Malgré une carrière déclinante à partir de la fin des années 1930, Ramon Novarro ne fut jamais dans le besoin ; investisseur intelligent, dès ses premiers succès et malgré le désastre de 1929, il parvint à assurer sa situation financière jusqu'à sa mort.
En 1928, l'architecte Lloyd Wright construisit une villa Art Déco d'inspiration mésoaméricaine spectaculaire pour Louis Samuel, ex compagnon du comédien. La crise boursière de 1929 ne permettant pas à Samuel de payer les travaux, Ramon Novarro prit possession de la demeure qu'il revendit en 1938. Cette splendide villa, entièrement décorée par le designer Cedric Gibbons en noir, blanc et argent, meublée par Warren McArthur et ornée d'objets d'art, de tapis géométriques et de statues, faisait la fierté de Novarro. Ce remarquable monument, désormais protégé, porte aujourd'hui le nom de Samuel-Novarro House. Il a appartenu depuis cette époque à diverses personnalités dont Diane Keaton.
La réédition de nombreux films auxquels Ramon Novarro participa dans plusieurs collections dont la Warner Bros "Archiv" permet aujourd'hui au public d’apprécier les qualités d'un artiste qui n'aurait jamais dû être oublié.

## Décès
Les dernières années de Ramon Novarro furent tristes et sa mort tragique. Partagé entre mysticisme et sensualité persistante, privé de sa beauté et déclinant, Novarro avait recours aux services de prostitués. Il fut assassiné par deux frères qu'il connaissait déjà et qu'il avait payés pour venir chez lui avoir des relations sexuelles. Ses tortionnaires, à la suite d'un malentendu, pensaient que l'acteur conservait chez lui 5 000 $ en liquide, alors qu'il avait seulement un jour fait allusion à un salon de musique aménagé dans sa maison et qui lui avait coûté cette somme ("Il y a 5 000 $ ici!"). Il fut torturé, frappé et il mourut asphyxié. Sa maison fut mise à sac mais les assassins ne trouvèrent que vingt dollars. Condamnés à la prison à perpétuité, ils furent libérés au bout de sept ans de détention seulement.
Ramon Novarro repose au cimetière du Calvaire à Los Angeles.

## Filmographie

### Comme acteur
- 1916 : Jeanne d'Arc (Joan the Woman) de Cecil B. DeMille  : un paysan
- 1917 : El Jaguar (The Jaguar's Claws) de Marshall Neilan : un bandit
- 1917 : La Petite Américaine (The Little American) de Cecil B. DeMille et Joseph Levering : le soldat blessé
- 1917 : The Hostage de Robert Thornby (non crédité)
- 1917 : Les Conquérants (The Woman God Forgot) de Cecil B. DeMille : Un aztèque
- 1918 : The Goat de Donald Crisp (non crédité)
- 1921 : L'Idole du village (A Small Town Idol) d'Erle C. Kenton et Mack Sennett : un danseur (non crédité)
- 1921 : Le Virtuose (The Concert) de Victor Schertzinger : le berger dansant
- 1921 : Les Quatre Cavaliers de l'Apocalypse (The Four Horsemen of the Apocalypse) de Rex Ingram : un invité au bal
- 1921 : Vox femina (Man-Woman-Marriage) d'Allen Holubar : danseur
- 1922 : Mr. Barnes of New York de Victor Schertzinger : Antonio
- 1922 : Le Prisonnier de Zenda (ou Le Roman d'un roi) (The Prisoner of Zenda) de Rex Ingram : Rupert de Hentzau
- 1922 : Le Suprême Rendez-vous (Trifling Women) de Rex Ingram : Henri / Ivan de Maupin
- 1923 : Le Mirage du bonheur (Where the Pavement Ends) de Rex Ingram : Motauri
- 1923 : Scaramouche de Rex Ingram : André-Louis Moreau, le filleul de Quintin
- 1924 : Guerrita (Thy Name Is Woman) de Fred Niblo : Juan Ricardo
- 1924 : L'Arabe (The Arab) de Rex Ingram : Jamil Abdullah Azam
- 1924 : The Red Lily de Fred Niblo : Jean Leonnec
- 1925 : A Lover's Oath de Ferdinand P. Earle : Ben Ali
- 1925 : Les Cadets de la mer (The Midshipman) de Christy Cabanne : Dick Randall
- 1925 : Ben-Hur (Ben-Hur: A Tale of the Christ) de Fred Niblo : Judah Ben-Hur
- 1927 : Lovers (en) de John M. Stahl : José
- 1927 : Le Prince étudiant (The Student Prince in Old Heidelberg) de Ernst Lubitsch : le Prince héritier Karl Heinrich
- 1927 : Le Chevalier pirate (The Road to Romance) de John S. Robertson : José Armando
- 1928 : Un soir à Singapour (Across to Singapore) de William Nigh : Joel Shore
- 1928 : Un certain jeune homme (A Certain Young Man) de Hobart Henley : Lord Gerald Brinsley
- 1928 : Le Suprême Rendez-vous (en) (Forbidden Hours) de Harry Beaumont : Sa Majesté Michael IV
- 1929 : L'Escadre volante (The Flying Fleet) de George W. Hill : Tommy Winslow
- 1929 : Chanson païenne (The Pagan) de W. S. Van Dyke : Henry Shoesmith, Jr.
- 1929 : La Bataille des dames (en) (Devil-May-Care) de Sidney Franklin : Armand
- 1930 : Le Chanteur de Séville d'Yvan Noé et Ramón Novarro : Juan
- 1930 : Adieu Madrid (In Gay Madrid) de Robert Z. Leonard : Ricardo
- 1930 : Call of the Flesh de Charles Brabin : Juan de Dios
- 1930 : Sevilla de mis amores : Juan de Dios Carbajal
- 1931 : Wir schalten um auf Hollywood de Frank Reicher
- 1931 : Daybreak (en) : Willi Kasder
- 1931 : Le Fils du radjah (Son of India) de Jacques Feyder : Karim
- 1931 : Mata Hari de George Fitzmaurice : Lt. Alexis Rosanoff
- 1932 : Le Bel Étudiant (Huddle) de Sam Wood : Antonio 'Tony' Amatto
- 1932 : Dans la nuit des pagodes (The Son-Daughter) de Clarence Brown : Tom Lee, alias Prince Chun
- 1933 : Le Chant du Nil (The Barbarian) de Sam Wood : Jamil El Shehab
- 1934 : The Cat and the Fiddle : Victor Florescu
- 1934 : Laughing Boy de W. S. Van Dyke : le garçon qui rit

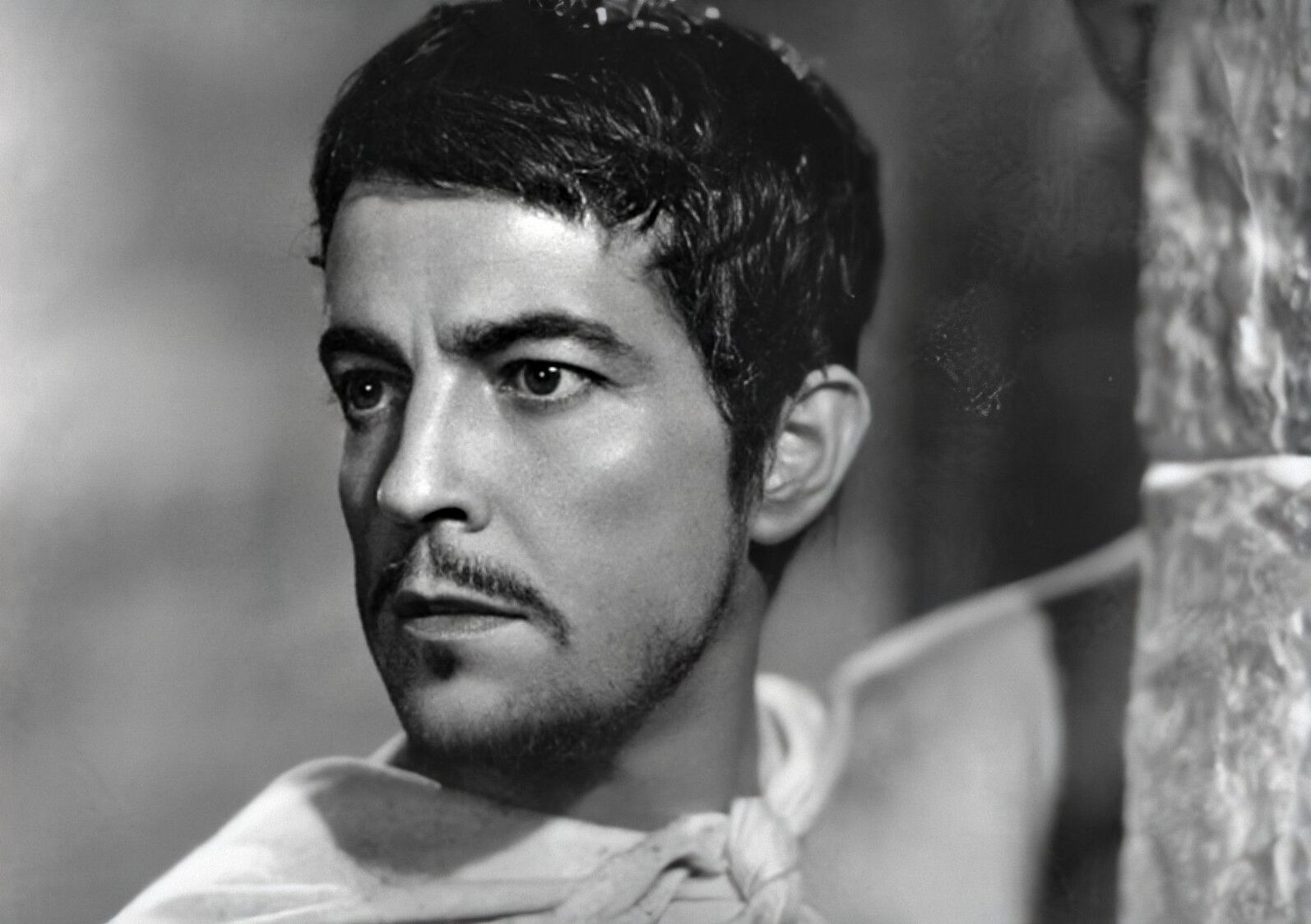
Ramón Novarro dans La Virgen que forjó una patria (1942).

- 1935 : La Chanson de la jeunesse (The Night Is Young) : Archiduc Paul 'Gustl' Gustave
- 1937 : The Sheik Steps Out : Ahmed Ben Nesib
- 1938 : A Desperate Adventure : André
- 1940 : Ecco la felicità : Felice Ciatti
- 1940 : La Comédie du bonheur de Marcel L'Herbier : Félix
- 1942 : La Virgen que forjó una patria : Juan Diego
- 1949 : Les Insurgés (We Were Strangers) de John Huston : Chef
- 1949 : Ça commence à Vera Cruz (The Big Steal) de Don Siegel : Inspecteur Général Ortega
- 1950 : Le Convoi maudit (The Outriders) de Roy Rowland : Don Antonio Chaves
- 1950 : Cas de conscience (Crisis) de Richard Brooks : Colonel Adragon
- 1960 : La Diablesse en collant rose (Heller in Pink Tights) de George Cukor : De Leon
- 1965 : Bonanza (TV) Saison 7 épisode 3 (Le coffret de cuivre/ The brass box) : Don José Ortega

### Comme réalisateur
- 1930 : Le Chanteur de Séville
- 1930 : Sevilla de mis amores
- 1936 : Contra la corriente

### Comme scénariste
- 1936 : Contra la corriente

### Comme producteur
- 1936 : Contra la corriente

## Distinctions

### Récompenses
- Golden Globe en tant que vedette du cinéma muet en 1960.
- Étoile sur le Walk of Fame d'Hollywood Boulevard.